# Éter (mitología)

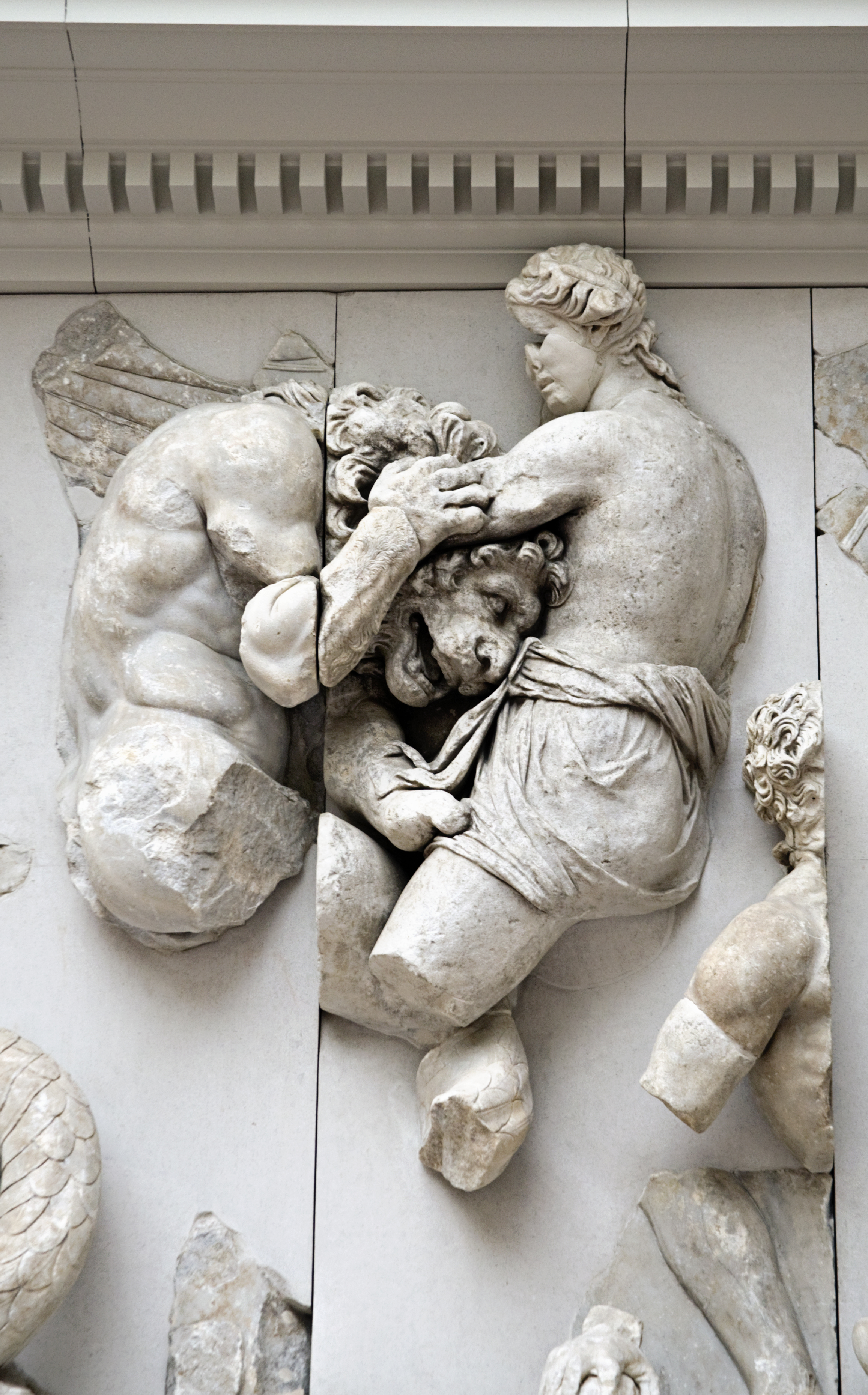
Éter luchando contra un gigante

En la mitología griega Éter (en griego antiguo: Αἰθήρ, -έρος; en latín: Aether, -ĕris) es una de las deidades primordiales y a la vez la personificación de la luminosidad y el brillo del cielo diurno. Como ubicación el Éter es un elemento más puro y más brillante que el aire, y también la región que ocupa este elemento por encima del cielo. Posteriormente fueron los filósofos griegos quienes racionalizaron el Éter mitológico como uno de los elementos de la naturaleza, el éter.

## Etimología
El nombre Αἰθήρ contiene la raíz aidh- que en la épica arcaica forma palabras relacionadas con las acciones de ‘quemar’ y ‘brillar’, como el verbo αἴθω: ‘encender’. Esta raíz aparece, por ejemplo, en la voz «Etiopía», que etimológicamente significa «(la del) rostro quemado». La forma femenina de Éter (Αἰθήρ) aparece con la forma Etra (Αἴθρα), como por ejemplo se cita a la consorte arcaica de Atlas.

## Éter como ubicación celeste
El uso más general del vocablo αἰθήρ lo identifica con ‘cielo’ y ‘aire’, o con un elemento más puro y brillante, por encima del aire. Es el aire superior. En los poemas homéricos el Éter es concebido como una región por encima del ἀήρ (aér, "aire") que a su vez está bajo el οὐρανός (ouranós, ‘cielo’ o ‘firmamento’) pero guardan una estrecha relación conceptual. Es la región donde habitan los dioses, y el dominio de Zeus tras el reparto del mundo. Puede contener nubes, atributo de Zeus; estas surgen del Éter según su voluntad. En los Himnos homéricos se dice que el sol (ἥλιος) está en el Éter. Los vientos como el Céfiro soplan desde esta región por mandato de Zeus. En otro de los Himnos homéricos se presenta a los Dioscuros como moradores del Éter, desde donde también pueden controlar los vientos. En los textos hesiódicos se distingue claramente a Éter, elemento más bien abstracto que simboliza la región superior, del cielo propiamente dicho, Urano, de carácter más personal.

## Éter como deidad
Éter tiene un papel escaso como dios. Cuando se cita así a Éter se lo incluye como parte de un relato cosmogónico en calidad de personificación o como padre de alguna prole.